# Borja Adsuara
Francisco de Borja Adsuara Varela (Madrid, 19 de julio de 1964) es un abogado, consultor y profesor universitario, experto en derecho digital, privacidad y protección de datos.
Anteriormente ha desempeñado los cargos de Director de Gabinete del Secretario de Estado de Cultura en la VI Legislatura (1996-2000), Director General para el Desarrollo de la Sociedad de la Información del Gobierno de España en la VII Legislatura (2000-2004) y Director del Observatorio Nacional de Tecnología y Sociedad (ONTSI). También fue director general de la Entidad Pública Empresarial Red.es entre 2012 y 2013.

## Biografía
Se licenció en Derecho en la Universidad Complutense de Madrid (UCM) en 1988. Y se doctoró en Filosofía del Derecho y Filosofía Moral también en la Universidad Complutense de Madrid (UCM) en 2020, con la tesis "Antonio Pérez S.I., su Tratado sobre la Justicia y el Derecho, y su Proceso", que se centra en el concepto de la "suidad".
Es profesor de Derecho digital, nuevas tecnologías y protección de datos en la Universidad Villanueva de Madrid y de Filosofía del Derecho en la Universidad Complutense de Madrid (UCM).
Fue asesor parlamentario del Grupo Parlamentario Popular en el Congreso de los Diputados entre 1992 y 1996 y después Director del Gabinete del Secretario de Estado de Cultura hasta el año 2000. Fue nombrado Director General para el Desarrollo de la Sociedad de la Información del Gobierno de España en 2000 y en 2002 fue nombrado Director del Observatorio de las Telecomunicaciones y de la Sociedad de la Información. Fue asesor parlamentario de Telecomunicaciones y Sociedad de la Información del Grupo Parlamentario Popular entre 2004 y 2012 en el Congreso de los Diputados. Fue Director General de la Entidad Pública Empresarial Red.es entre 2012 y 2013, Asesor Parlamentario de Telecomunicaciones de Sociedad de la Información entre 2013 y 2015 y es Vocal de la Sección Primera de la Comisión de Propiedad Intelectual del Ministerio de Cultura desde 2015.
Ha participado desde 1992 en la elaboración de todas las leyes españolas de derecho digital, con especial atención a las relativas a la protección de datos y la propiedad intelectual.  Firmó, en representación del Reino de España, los tratados digitales de la OMPI de diciembre de 1996, e impulsó la Ley de Servicios de la Sociedad de la Información y de Comercio electrónico española de 2002.
Actualmente es abogado, consultor, Delegado de Protección de Datos y profesor universitario en la Universidad Complutense de Madrid y en la Universidad Villanueva, entre otras. Fue nombrado miembro del Grupo de Expertos para la elaboración de la Carta de Derechos Digitales de la Secretaría de Estado de Digitalización e Inteligencia Artificial (SEDIA), dependiente del Ministerio de Asuntos Económicos y Transformación Digital.
En el año 2020 recibió el Premio Protección de Datos de la Agencia Española de Protección de Datos (AEPD). En 2021, fue galardonado con el Premio Legal Tech de Confilegal en 2021.
Es colaborador habitual de El País y El País Retina, lainformacion.com y varios medios de comunicación, como jurista experto en derecho digital y protección de datos.
A finales del año 2021 fue propuesto para la adjuntía a la presidencia de la Agencia Española de Protección de Datos (AEPD), junto con Belén Cardona, propuesta como presidenta de la AEPD, pero el nombramiento de ambos fue paralizado por el Tribunal Supremo.

## Vida privada
Actualmente reside en Madrid.

## Premios
- 2020 - Premio Protección de Datos de la Agencia Española de Protección de Datos (AEPD)
- 2021 - Premio Legal Tech de Confilegal[18]